# Hulda-Hrokkinskinna

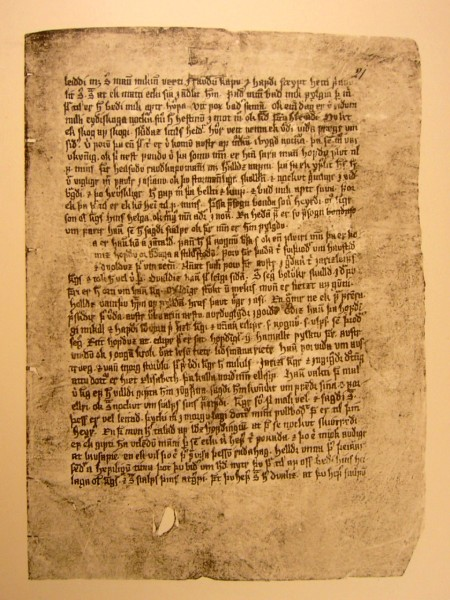
Manuscrito Hulda AM 66 fol (Arnamagnæan Institute, Copenhague).

Hulda-Hrokkinskinna es una de las sagas reales. Fue escrita a partir de 1280 y relata la historia de los reyes noruegos a partir de la entronación de Magnus I de Noruega en 1035 hasta  el fin del reinado de Magnus Erlingsson (m. 1177). 
La saga se basa en la obra de Snorri Sturluson, Heimskringla pero aporta suplementos en prosa y poesía de una versión de Morkinskinna que no ha sobrevivido hasta hoy. El valor de Hulda-Hrokkinskinna es especialmente importante para completer los datos que se omiten en Morkinskinna ilegible por el deterioro de la obra. Se han conservado ocho versos de poesía escáldica que no se encuentran en ningún otro manuscrito, obra de los escaldos Arnórr Þórðarson, Þjóðólfr Arnórsson, Bölverkr Arnórsson y Þórarinn stuttfeldr. 
Algunos académicos de antaño consideraban que Heimskringla era una obra basada en Hulda-Hrokkinskinna, una teoría que recientemente ha ganado adeptos.
La saga se divide en dos manuscritos:
- Hulda («el manuscrito oculto» o AM 66 fol.), de origen islandés fechado a finales del siglo XIV. Posee 142 hojas y las primeras seis páginas han desaparecido.

- Hrokkinskinna («pergamino arrugado» o GKS 1010 fol.) también de origen islandés fechado a principios del siglo XV.  Las primeras 91 hojas contienen el texto Hulda-Hrokkinskinna mientras que las últimas cuatro páginas, añadidas en el siglo XVI, contienen una versión incompleta de Hemings þáttr Áslákssonar. El texto de Hulda se considera anterior que Hrokkinskinna.

Hulda-Hrokkinskinna contiene las siguientes historias cortas o þættir: 
- Þorgríms þáttr Hallasonar
- Hrafns þáttr Guðrúnarsonar
- Hreiðars þáttr
- Halldórs þáttr Snorrasonar
- Auðunar þáttr vestfirska
- Brands þáttr örva
- Þorsteins þáttr sögufróða
- Þorvarðar þáttr krákunefs
- Sneglu-Halla þáttr
- Odds þáttr Ófeigssonar
- Stúfs þáttr
- Gísls þáttr Illugasonar
- Ívars þáttr Ingimundarsonar
- Gull-Ásu-Þórðar þáttr
- Þinga þáttr

El texto de Hulda-Hrokkinskinna fue impreso como volumen sexto y séptimo de Fornmanna sögur en 1831 y 1832. La saga no se volvió a imprimir hasta 2006. La investigadora danesa Jonna Louis-Jensen hizo un trabajo extenso sobre la obra, en 1968, publicó una edición facsímil de Hulda y en 1977 un análisis crítico de la saga. 